# Безпалов, Николай Александрович
Николай Александрович Безпалов (Беспалов) (1810—1878) — русский архитектор, профессор строительного искусства; тайный советник.

## Биография
Родился в 1810 году.
В 1824 году он поступил в Военно-строительное училище, в 1827 году был произведён в прапорщики и переведён в институт Корпуса инженеров путей сообщения, по окончании которого в 1830 году с чином поручика был назначен в депо карт главного управления, а в 1837 году стал заведующим депо, а в 1842 году, сверх этого, — начальником чертёжной.
Император Николай I обратил особое внимание на исполненную Безпаловым гидрографическую карту России и пожаловал ему орден Св. Владимира 4-й степени. Одновременно с занятиями по депо Безпалов состоял преподавателем в различных учебных заведениях: в кондукторской школе путей сообщения он преподавал до самого закрытия ее в 1843 году; с 1839 по 1863 годы он преподавал в технологическом институте — сначала техническое черчение, а потом заводскую архитектуру (в 1850) и строительное искусство (с 1858); в Корпусе горных инженеров он обучал черчению машин и составлению проектов по механике (1839—1845); в Санкт-Петербургском университете он обучал студентов разряда реальных наук черчению и рисованию, применительно к искусствам и ремеслам (1841—1847). В 1848 году Н. А. Безпалов начал курсы строительного искусства. В 1852 году утверждён профессором строительного искусства.
С 1850 года начал преподавать в Институте инженеров путей сообщения; в 1859 году был утверждён профессором института по составлению проектов по водяным путям, а после преобразования института он получил в заведование кафедру черчения.
С 1854 года Безпалов состоял членом статистического комитета, с 1868 — членом общего присутствия департамента проектов и смет и членом комиссии по пересоставлению Урочного положения на строительные работы. В 1865 году он был назначен делопроизводителем при учёном комитете Министерства путей сообщений, а с 1868 года был членом этого комитета, и в этом звании оставался до упразднения комитета в 1871 году, когда был причислен к министерству сверхштатным инженером.
Продолжал преподавательскую деятельность: кроме института путей сообщения он читал лекции в Строительном училище министерства внутренних дел.
С 20 апреля 1869 года — действительный статский советник, с 1877 года — тайный советник. Был награждён многими российскими орденами. Имел в Санкт-Петербурге каменный дом.
После его смерти (3 (15) апреля 1878 года) бывшие его слушатели учредили в память его в Строительном училище золотую и серебряную медали, которые ежегодно выдавались оканчивавшим курс за лучшие проекты по строительному искусству.
Его сын, Константин Николаевич (1853—1898), также как отец преподавал в Институте путей сообщения и в Строительном училище, в первом — черчение, во втором — строительное искусство; в 1886 году женился на дочери титулярного советника Екатерине Сергеевне Верховцевой, от которой имел дочерей: Зинаида (1887—?), Ольга (1888—?), Зинаида (1892—?), Мария (1893—?); скончался в чине статского советника и был похоронен на кладбище Александро-Невской лавры.

## Сочинения
Н. А. Безпалов печатал свои статьи (многие из которых выходили отдельными изданиями) в «Журнале главного управления путей сообщения», в их числе:
- Оросительные каналы (1855; отд. изд.: СПб.: тип. Д. Кесневиля. — 1857. — 26 с.);
- Дренажные трубы (1856; отд. изд.: СПб.: тип. Д. Кесневиля. Ч. 1. — 1857. — 186 с.);
- Водостоки (1856; отд. изд.: СПб.: тип. Д. Кесневиля. — 1856. — 72 с.);
- Парижские выгребы (1859);
- Исследования по улучшению устройства, очистке и вентиляции отхожих мест; Вентиляция госпиталей и публичных зданий (1860);
- Снабжение Лондона водой; Лондонская пожарная команда (1861);
- Результаты трех систем отопления в СПб. технологическом институте;
- Осушение болот в окрестностях С.-Петербурга;
- Стоимость водоснабжения (1862);
- Морской канал через Голштинский перешеек, между морями Балтийским и Немецким (1868).

Кроме того Безпалову принадлежит много критических статей о французских и немецких технических сочинениях.
Также была издана его книга: Элементарный способ исчисления сопротивления материалов и устойчивости сооружений: С практ. примерами, черт. и табл. — СПб.: тип. Э. Прайя, 1855. — 188 с.